# Стоїлово
Стої́лово (болг. Стоилово) — село в Бургаській області Болгарії. Входить до складу громади Малко-Тирново.

## Населення
За даними перепису населення 2011 року у селі проживали 66 осіб, з них 64 особи (97,0%) — болгари.
Розподіл населення за віком у 2011 році:
Динаміка населення: